# Riera de Relat
La riera de Relat és un curs d'aigua del Bages, afluent per la dreta de la riera Gavarresa, que neix al serrat dels Morts, al Lluçanès, al límit dels termes de Santa Maria de Merlès (Berguedà) i Prats de Lluçanès (Osona).
Travessa els termes de Santa Maria de Merlès, Oristà, Sant Feliu Sasserra i Avinyó, passa per Sant Marçal de Relat i per Santa Eugènia de Relat, on desaigua al seu col·lector prop de la vila. A Avinyó el Camí Ramader Central salva el riu pel Pont Vell, una construcció gòtica del segle xiv.